# أقبلاغ تشنغ الماس (بيرتاج)
أقبلاغ تشنغ الماس (بالفارسية: آقبلاغ چنگ الماس) هي قرية تقع في إيران في قسم بیرتاج الريفي. يقدر عدد سكانها بـ 153 نسمة بحسب إحصاء 2016.